# Boris Diaw
Boris Babacar Diaw-Riffiod (født 16. april 1982 i Cormeilles, Frankrig) er en fransk basketballspiller, der spiller som forward i NBA-klubben San Antonio Spurs. Han kom ind i ligaen i 2003, og har tidligere spillet for Atlanta Hawks, Phoenix Suns og Charlotte Bobcats.

## Klubber
- 2003-2005: Atlanta Hawks
- 2005-2008: Phoenix Suns
- 2008- 2012: Charlotte Bobcats
- 2012- San Antonio Spurs